# 諏訪邦夫
諏訪 邦夫（すわ くにお、1937年3月12日- ）は、日本の医師、医学者、医事評論家、麻酔科医。
専門は麻酔科学、呼吸管理と血液ガスの問題、呼吸と循環のシミュレーションなど。
90年代にパソコンの使い方についての実用書を著し『パソコンをどう使うか』（中公新書、1995）はベストセラーになった。ほかに医事評論も書く。

## 略歴
東京生まれ。東京大学医学部卒業、1967年医学博士。マサチュ－セッツ総合病院レジデント、ハーバード大学助手、カリフォルニア大学助教授、東京大学助教授をへて、1997年帝京大学教授、2005年帝京短期大学教授(臨床工学主任)。
昭和天皇が1987年に腹部手術を受けた際の麻酔を当時の東京大学麻酔科教授、沼田克雄と共に担当した。当時は日本では一般的に知られていなかった硬膜外麻酔を行い、全身麻酔手術時における硬膜外麻酔の保険適用と硬膜外麻酔併用全身麻酔の一般普及のきっかけとなった。なお、昭和天皇の麻酔を行った麻酔科医としては諏訪邦夫の名が良く知られているが、当時、昭和天皇の硬膜外麻酔は相当困難であることが予想され、実際に穿刺を行ったのは沼田克雄であったと、諏訪自らが著書、「麻酔の科学―手術を支える力持ち (ブルーバックス)」で述べている。しかし、同書の第2版では、昭和天皇の麻酔の章そのものが削除されている。1997年　紙媒体が中心であった医学の教科書において、おそらく初となるテキストデータ中心の「電子版麻酔科教科書」をインターネット上に公開した。

## 著書
- 『血液ガストレーニング』中外医学社 1984
- 『吸入麻酔のファーマコキネティックス』克誠堂出版 1986
- 『よくわかる酸塩基平衡』中外医学社 1988
- 『麻酔の科学 手術を支える力持ち』講談社(ブルーバックス)1989
- 『酸素はからだになぜ大切か いつも酸素は不足している!』講談社 (ブルーバックス)1990
- 『血液ガスABC』中外医学社 1991
- 『血液ガスの臨床』中外医学社 1991
- 『医師のためのパソコン入門 これから始める幸せな人のために』中外医学社 1991
- 『呼吸不全の臨床と生理』中外医学社 1991
- 『人体の制御 人体と医療におけるフィードバックの役割』真興交易医書出版部 1992
- 『ナースのためのパソコン入門 素晴しい道具を上手に使う方法』中外医学社 1992
- 『呼吸管理トレーニング』中外医学社 1993
- 『文献検索と整理 図書館CD-ROMからの検索とパソコンによる整理法 PC-98 & Mac対応』克誠堂出版 1993
- 『パソコンをどう使うか 活字から電子メディアへ』1995 (中公新書)
- 『情報整理法 知的生産のための』中外医学社 1995
- 『発表の技法 計画の立て方からパソコン利用法まで』講談社 1995
- 『ガンで死ぬのも悪くない』講談社 1996
- 『パソコンでどう書くか もっとも合理的な文章作成法』PHP研究所 1996
- 『キーボード革命 情報電子化時代への基本技術』1997 (中公新書)
- 『ナースの麻酔科学』中外医学社 2000
- 『医学の古典を読む』中外医学社 2000
- 『文献検索と整理 パソコンとインターネットをどう利用するか』克誠堂出版 2002
- 『麻酔科』医学評論社 1999
- 『情報を捨てる技術 あふれる情報のどれをどう捨てるか』講談社 (ブルーバックス) 2000
- 『論文を書いてみよう!』克誠堂出版 2005
- 『理系のための上手な発表術』講談社 2005
- 『英会話はスポーツだ』克誠堂出版 2005
- 『血液ガスをめぐる物語』中外医学社 2007
- 『医科学者のための知的活動の技法』メディカル・サイエンス・インターナショナル 2008
- 『からだと医学をめぐる物語』中外医学社 2009
- 『インターネットでみる『呼吸器』』レスピレーションリサーチファンデーション 2010
- 『麻酔の科学 手術を支える力持ち』講談社 ブルーバックス 2010
- 『医学の古典をインターネットで読もう』中外医学社 2011
- 『インターネットで医楽しよう 医学を楽しむ本』中外医学社 2013

### 共編著・監修
- 『血清電解質と血液ガス』編集企画 金原出版(臨床検査mook 1981
- 『麻酔を引き受ける前に』編著 克誠堂出版 1984
- 『周術期の薬と使い方』西立野研二共編 南山堂 1984
- 『麻酔の教育と安全』菅井直介共編 克誠堂出版 1990
- 『ベッドサイドの呼吸管理』谷本普一共編 南江堂 1990
- 『パルスオキシメトリー』島田康弘, 高橋成輔,三川宏, 岩井誠三, 高橋敬蔵, 橋本保彦編 医学図書出版 1992
- 『モニタリングから何が分るか』奥村福一郎共編著 中外医学社 1993
- 『CD-ROMによる医科学フリーソフト』尾崎真共著 克誠堂出版 1995
- 『知的生産のためのパソコン技法 データ処理と論文・レポート作成法』加山裕高, 岩瀬良範, 長田理共著 技術評論社 1995
- 『パソコンなら仕事が2倍できる 忙しすぎるエグゼクティブのために』加山裕高, 岩瀬良範, 長田理共著 技術評論社 1996
- 『麻酔・集中治療とテクノロジー 1996』池田和之, 風間富栄, 尾山力共編 克誠堂出版 1996
- 『全図解ノートパソコンをどう使うか 機種・ソフト選び、携帯・PHS・デジカメとの接続』監修 光文社 1997
- 『モニタ機器の使い方と見方』責任編集,諏訪邦夫 [ほか]著 照林社(エキスパートナースmook 2000
- 『Webで見つける役立ちサイト』尾崎眞共著 克誠堂出版(医科学フリーソフト 2006

### 翻訳
- Robert D.Dripps, James E.Eckenhoff, Leroy D.Vandam『麻酔学序説』医学書院 1974
- Julius H.Comroe, Jr. 『医学を変えた発見の物語』中外医学社 1984
- Julius H.Comroe, Jr. 『心臓をめぐる発見の物語』中外医学社 1987
- Michael J.Cousins, Garry D.Phillips [編『急性痛のマネジメント』監訳 メディカル・サイエンス・インターナショナル 1987
- John D.Tolmie, Alexander A.Birch『ユーモア麻酔学』長瀬真幸共訳 総合医学社 1990
- William A.Silverman『医学の進歩と曲折の物語』中外医学社 1990
- James Calnan, Andras Barabas『学会発表 アイディアとテクニック』総合医学社 1991
- John P.Swann『薬の開発をめぐる物語』中外医学社 1992
- ジョン・ルイス『手術を勧められたとき読む本 コレだけは知っておきたい!』講談社 (ブルーバックス) 1992
- J.S.Gravenstein『モニター麻酔学 事故回避のためのガスモニタリングとパルスオキシメトリー』監訳 総合医学社 1994
- Julius H.Comroe, Jr. 『医学を変えた発見の物語 続』中外医学社 1998
- Shane A.Thomas『学位論文 成功への戦略とテクニック』総合医学社 2002
- Linda L.McCabe, Edward R.B.McCabe『学者として成功する法』総合医学社 2002

## 論文
- <諏訪邦夫